# Polen Rundt 2022
Polen Rundt 2022 var den 79. udgave af det polske etapeløb Polen Rundt. Cykelløbets syv etaper blev kørt fra 30. juli til 5. august 2022. Løbet var 25. arrangement på UCI World Tour 2022.
Løbets vinder blev britiske Ethan Hayter fra Ineos Grenadiers.

## Etaperne
| Etape    | Dato     | Start – Mål                   | type              | Afstand (km) | Elevation (m) | Etapevinder      | Førende rytter   |
| -------- | -------- | ----------------------------- | ----------------- | ------------ | ------------- | ---------------- | ---------------- |
| 1. etape | 30. jul. | Kielce – Lublin               | flad etape        | 218,8        | 1.231 m       | Olav Kooij       | Olav Kooij       |
| 2. etape | 31. jul. | Chełm – Zamość                | flad etape        | 205,6        | 966 m         | Gerben Thijssen  | Jonas Abrahamsen |
| 3. etape | 1. aug.  | Kraśnik – Przemyśl            | middel bjergetape | 237,9        | 1.545 m       | Sergio Higuita   | Sergio Higuita   |
| 4. etape | 2. aug.  | Lesko – Sanok                 | middel bjergetape | 179,4        | 2.621 m       | Pascal Ackermann | Sergio Higuita   |
| 5. etape | 3. aug.  | Łańcut – Rzeszów              | kuperet etape     | 178,1        | 2.179 m       | Phil Bauhaus     | Sergio Higuita   |
| 6. etape | 4. aug.  | Gronków – Bukowina Tatrzańska | enkeltstart       | 11,8         | 337 m         | Thymen Arensman  | Ethan Hayter     |
| 7. etape | 5. aug.  | Skawina – Kraków              | kuperet etape     | 177,8        | 1.875 m       | Arnaud Démare    | Ethan Hayter     |

### 1. etape
| \| Etaperesultat \| Etaperesultat \| Etaperesultat \| Etaperesultat \| Etaperesultat \| \| Rytter \| Rytter \| Hold \| Tid \| \| \| ------------- \| ---------------- \| ---------------------- \| ------------- \| ------------- \| \| 1. \| Olav Kooij \| Jumbo-Visma \| 5t 18' 01" \| \| \| 2. \| Phil Bauhaus \| Bahrain Victorious \| + 0" \| \| \| 3. \| Jordi Meeus \| Bora-Hansgrohe \| + 0" \| \| \| 4. \| Mike Teunissen \| Jumbo-Visma \| + 0" \| \| \| 5. \| Sebastián Molano \| UAE Team Emirates \| + 0" \| \| \| 6. \| Max Kanter \| Movistar Team \| + 0" \| \| \| 7. \| Kaden Groves \| BikeExchange-Jayco \| + 0" \| \| \| 8. \| Mark Cavendish \| Quick-Step Alpha Vinyl \| + 0" \| \| \| 9. \| Arnaud Démare \| Groupama-FDJ \| + 0" \| \| \| 10. \| Tobias Bayer \| Alpecin-Deceuninck \| + 0" \| \| |                  |                        |            |
| |                  |                        |            |
| Kilde: ProCyclingStats |                  |                        |            |
| Etaperesultat |                  |                        |            |
| Rytter | Rytter           | Hold                   | Tid        |
| 1. | Olav Kooij       | Jumbo-Visma            | 5t 18' 01" |
| 2. | Phil Bauhaus     | Bahrain Victorious     | + 0"       |
| 3. | Jordi Meeus      | Bora-Hansgrohe         | + 0"       |
| 4. | Mike Teunissen   | Jumbo-Visma            | + 0"       |
| 5. | Sebastián Molano | UAE Team Emirates      | + 0"       |
| 6. | Max Kanter       | Movistar Team          | + 0"       |
| 7. | Kaden Groves     | BikeExchange-Jayco     | + 0"       |
| 8. | Mark Cavendish   | Quick-Step Alpha Vinyl | + 0"       |
| 9. | Arnaud Démare    | Groupama-FDJ           | + 0"       |
| 10. | Tobias Bayer     | Alpecin-Deceuninck     | + 0"       |

| \| Samlede stilling \| Samlede stilling \| Samlede stilling \| Samlede stilling \| Samlede stilling \| \| Rytter \| Rytter \| Hold \| Tid \| \| \| ---------------- \| ---------------- \| ---------------------- \| ---------------- \| ---------------- \| \| 1. \| Olav Kooij \| Jumbo-Visma \| 5t 17' 51" \| \| \| 2. \| Phil Bauhaus \| Bahrain Victorious \| + 4" \| \| \| 3. \| Jonas Abrahamsen \| Uno-X Pro Cycling Team \| + 4" \| \| \| 4. \| Jordi Meeus \| Bora-Hansgrohe \| + 6" \| \| \| 5. \| Sam Brand \| Team Novo Nordisk \| + 9" \| \| \| 6. \| Mike Teunissen \| Jumbo-Visma \| + 10" \| \| \| 7. \| Sebastián Molano \| UAE Team Emirates \| + 10" \| \| \| 8. \| Max Kanter \| Movistar Team \| + 10" \| \| \| 9. \| Kaden Groves \| BikeExchange-Jayco \| + 10" \| \| \| 10. \| Mark Cavendish \| Quick-Step Alpha Vinyl \| + 10" \| \| |                  |                        |            |
| |                  |                        |            |
| Kilde: ProCyclingStats |                  |                        |            |
| Samlede stilling |                  |                        |            |
| Rytter | Rytter           | Hold                   | Tid        |
| 1. | Olav Kooij       | Jumbo-Visma            | 5t 17' 51" |
| 2. | Phil Bauhaus     | Bahrain Victorious     | + 4"       |
| 3. | Jonas Abrahamsen | Uno-X Pro Cycling Team | + 4"       |
| 4. | Jordi Meeus      | Bora-Hansgrohe         | + 6"       |
| 5. | Sam Brand        | Team Novo Nordisk      | + 9"       |
| 6. | Mike Teunissen   | Jumbo-Visma            | + 10"      |
| 7. | Sebastián Molano | UAE Team Emirates      | + 10"      |
| 8. | Max Kanter       | Movistar Team          | + 10"      |
| 9. | Kaden Groves     | BikeExchange-Jayco     | + 10"      |
| 10. | Mark Cavendish   | Quick-Step Alpha Vinyl | + 10"      |

### 2. etape
| \| Etaperesultat \| Etaperesultat \| Etaperesultat \| Etaperesultat \| Etaperesultat \| \| Rytter \| Rytter \| Hold \| Tid \| \| \| ------------- \| ------------------- \| ---------------------------------- \| ------------- \| ------------- \| \| 1. \| Gerben Thijssen \| Intermarché-Wanty-Gobert Matériaux \| 4t 47' 23" \| \| \| 2. \| Pascal Ackermann \| UAE Team Emirates \| + 0" \| \| \| 3. \| Jonathan Milan \| Bahrain Victorious \| + 0" \| \| \| 4. \| Olav Kooij \| Jumbo-Visma \| + 0" \| \| \| 5. \| Sam Bennett \| Bora-Hansgrohe \| + 0" \| \| \| 6. \| Arnaud Démare \| Groupama-FDJ \| + 0" \| \| \| 7. \| Elia Viviani \| Ineos Grenadiers \| + 0" \| \| \| 8. \| Max Kanter \| Movistar Team \| + 0" \| \| \| 9. \| Marijn van den Berg \| EF Education-EasyPost \| + 0" \| \| \| 10. \| Mark Cavendish \| Quick-Step Alpha Vinyl \| + 0" \| \| |                     |                                    |            |
| |                     |                                    |            |
| Kilde: ProCyclingStats |                     |                                    |            |
| Etaperesultat |                     |                                    |            |
| Rytter | Rytter              | Hold                               | Tid        |
| 1. | Gerben Thijssen     | Intermarché-Wanty-Gobert Matériaux | 4t 47' 23" |
| 2. | Pascal Ackermann    | UAE Team Emirates                  | + 0"       |
| 3. | Jonathan Milan      | Bahrain Victorious                 | + 0"       |
| 4. | Olav Kooij          | Jumbo-Visma                        | + 0"       |
| 5. | Sam Bennett         | Bora-Hansgrohe                     | + 0"       |
| 6. | Arnaud Démare       | Groupama-FDJ                       | + 0"       |
| 7. | Elia Viviani        | Ineos Grenadiers                   | + 0"       |
| 8. | Max Kanter          | Movistar Team                      | + 0"       |
| 9. | Marijn van den Berg | EF Education-EasyPost              | + 0"       |
| 10. | Mark Cavendish      | Quick-Step Alpha Vinyl             | + 0"       |

| \| Samlede stilling \| Samlede stilling \| Samlede stilling \| Samlede stilling \| Samlede stilling \| \| Rytter \| Rytter \| Hold \| Tid \| \| \| ---------------- \| ---------------- \| ---------------------------------- \| ---------------- \| ---------------- \| \| 1. \| Jonas Abrahamsen \| Uno-X Pro Cycling Team \| 10t 05' 12" \| \| \| 2. \| Olav Kooij \| Jumbo-Visma \| + 2" \| \| \| 3. \| Gerben Thijssen \| Intermarché-Wanty-Gobert Matériaux \| + 2" \| \| \| 4. \| Pascal Ackermann \| UAE Team Emirates \| + 6" \| \| \| 5. \| Phil Bauhaus \| Bahrain Victorious \| + 6" \| \| \| 6. \| Jordi Meeus \| Bora-Hansgrohe \| + 8" \| \| \| 7. \| Jonathan Milan \| Bahrain Victorious \| + 8" \| \| \| 8. \| Jasper De Buyst \| Lotto-Soudal \| + 8" \| \| \| 9. \| Sam Brand \| Team Novo Nordisk \| + 11" \| \| \| 10. \| Max Kanter \| Movistar Team \| + 12" \| \| |                  |                                    |             |
| |                  |                                    |             |
| Kilde: ProCyclingStats |                  |                                    |             |
| Samlede stilling |                  |                                    |             |
| Rytter | Rytter           | Hold                               | Tid         |
| 1. | Jonas Abrahamsen | Uno-X Pro Cycling Team             | 10t 05' 12" |
| 2. | Olav Kooij       | Jumbo-Visma                        | + 2"        |
| 3. | Gerben Thijssen  | Intermarché-Wanty-Gobert Matériaux | + 2"        |
| 4. | Pascal Ackermann | UAE Team Emirates                  | + 6"        |
| 5. | Phil Bauhaus     | Bahrain Victorious                 | + 6"        |
| 6. | Jordi Meeus      | Bora-Hansgrohe                     | + 8"        |
| 7. | Jonathan Milan   | Bahrain Victorious                 | + 8"        |
| 8. | Jasper De Buyst  | Lotto-Soudal                       | + 8"        |
| 9. | Sam Brand        | Team Novo Nordisk                  | + 11"       |
| 10. | Max Kanter       | Movistar Team                      | + 12"       |

### 3. etape
| \| Etaperesultat \| Etaperesultat \| Etaperesultat \| Etaperesultat \| Etaperesultat \| \| Rytter \| Rytter \| Hold \| Tid \| \| \| ------------- \| ---------------- \| ---------------------------------- \| ------------- \| ------------- \| \| 1. \| Sergio Higuita \| Bora-Hansgrohe \| 5t 25' 46" \| \| \| 2. \| Pello Bilbao \| Bahrain Victorious \| + 0" \| \| \| 3. \| Quinten Hermans \| Intermarché-Wanty-Gobert Matériaux \| + 0" \| \| \| 4. \| Matteo Sobrero \| BikeExchange-Jayco \| + 0" \| \| \| 5. \| Quentin Pacher \| Groupama-FDJ \| + 0" \| \| \| 6. \| Mauro Schmid \| Quick-Step Alpha Vinyl \| + 0" \| \| \| 7. \| Felix Gall \| AG2R Citroën Team \| + 0" \| \| \| 8. \| Stephen Williams \| Bahrain Victorious \| + 0" \| \| \| 9. \| Lucas Hamilton \| BikeExchange-Jayco \| + 0" \| \| \| 10. \| Diego Ulissi \| UAE Team Emirates \| + 0" \| \| |                  |                                    |            |
| |                  |                                    |            |
| Kilde: ProCyclingStats |                  |                                    |            |
| Etaperesultat |                  |                                    |            |
| Rytter | Rytter           | Hold                               | Tid        |
| 1. | Sergio Higuita   | Bora-Hansgrohe                     | 5t 25' 46" |
| 2. | Pello Bilbao     | Bahrain Victorious                 | + 0"       |
| 3. | Quinten Hermans  | Intermarché-Wanty-Gobert Matériaux | + 0"       |
| 4. | Matteo Sobrero   | BikeExchange-Jayco                 | + 0"       |
| 5. | Quentin Pacher   | Groupama-FDJ                       | + 0"       |
| 6. | Mauro Schmid     | Quick-Step Alpha Vinyl             | + 0"       |
| 7. | Felix Gall       | AG2R Citroën Team                  | + 0"       |
| 8. | Stephen Williams | Bahrain Victorious                 | + 0"       |
| 9. | Lucas Hamilton   | BikeExchange-Jayco                 | + 0"       |
| 10. | Diego Ulissi     | UAE Team Emirates                  | + 0"       |

| \| Samlede stilling \| Samlede stilling \| Samlede stilling \| Samlede stilling \| Samlede stilling \| \| Rytter \| Rytter \| Hold \| Tid \| \| \| ---------------- \| ---------------- \| ---------------------------------- \| ---------------- \| ---------------- \| \| 1. \| Sergio Higuita \| Bora-Hansgrohe \| 15t 31' 00" \| \| \| 2. \| Pello Bilbao \| Bahrain Victorious \| + 4" \| \| \| 3. \| Quinten Hermans \| Intermarché-Wanty-Gobert Matériaux \| + 6" \| \| \| 4. \| Ethan Hayter \| Ineos Grenadiers \| + 10" \| \| \| 5. \| Diego Ulissi \| UAE Team Emirates \| + 10" \| \| \| 6. \| Matteo Sobrero \| BikeExchange-Jayco \| + 10" \| \| \| 7. \| Richard Carapaz \| Ineos Grenadiers \| + 10" \| \| \| 8. \| Mauro Schmid \| Quick-Step Alpha Vinyl \| + 10" \| \| \| 9. \| Quentin Pacher \| Groupama-FDJ \| + 10" \| \| \| 10. \| Lucas Hamilton \| BikeExchange-Jayco \| + 10" \| \| |                 |                                    |             |
| |                 |                                    |             |
| Kilde: ProCyclingStats |                 |                                    |             |
| Samlede stilling |                 |                                    |             |
| Rytter | Rytter          | Hold                               | Tid         |
| 1. | Sergio Higuita  | Bora-Hansgrohe                     | 15t 31' 00" |
| 2. | Pello Bilbao    | Bahrain Victorious                 | + 4"        |
| 3. | Quinten Hermans | Intermarché-Wanty-Gobert Matériaux | + 6"        |
| 4. | Ethan Hayter    | Ineos Grenadiers                   | + 10"       |
| 5. | Diego Ulissi    | UAE Team Emirates                  | + 10"       |
| 6. | Matteo Sobrero  | BikeExchange-Jayco                 | + 10"       |
| 7. | Richard Carapaz | Ineos Grenadiers                   | + 10"       |
| 8. | Mauro Schmid    | Quick-Step Alpha Vinyl             | + 10"       |
| 9. | Quentin Pacher  | Groupama-FDJ                       | + 10"       |
| 10. | Lucas Hamilton  | BikeExchange-Jayco                 | + 10"       |

### 4. etape
| \| Etaperesultat \| Etaperesultat \| Etaperesultat \| Etaperesultat \| Etaperesultat \| \| Rytter \| Rytter \| Hold \| Tid \| \| \| ------------- \| --------------------- \| ---------------------------------- \| ------------- \| ------------- \| \| 1. \| Pascal Ackermann \| UAE Team Emirates \| 4t 21' 46" \| \| \| 2. \| Jordi Meeus \| Bora-Hansgrohe \| + 0" \| \| \| 3. \| Jonathan Milan \| Bahrain Victorious \| + 0" \| \| \| 4. \| Quinten Hermans \| Intermarché-Wanty-Gobert Matériaux \| + 0" \| \| \| 5. \| Olav Kooij \| Jumbo-Visma \| + 0" \| \| \| 6. \| Cristian Scaroni \| Astana Qazaqstan Team \| + 0" \| \| \| 7. \| Diego Ulissi \| UAE Team Emirates \| + 0" \| \| \| 8. \| Quentin Pacher \| Groupama-FDJ \| + 0" \| \| \| 9. \| Stanisław Aniołkowski \| Polen \| + 0" \| \| \| 10. \| Nikias Arndt \| Team DSM \| + 0" \| \| |                       |                                    |            |
| |                       |                                    |            |
| Kilde: ProCyclingStats |                       |                                    |            |
| Etaperesultat |                       |                                    |            |
| Rytter | Rytter                | Hold                               | Tid        |
| 1. | Pascal Ackermann      | UAE Team Emirates                  | 4t 21' 46" |
| 2. | Jordi Meeus           | Bora-Hansgrohe                     | + 0"       |
| 3. | Jonathan Milan        | Bahrain Victorious                 | + 0"       |
| 4. | Quinten Hermans       | Intermarché-Wanty-Gobert Matériaux | + 0"       |
| 5. | Olav Kooij            | Jumbo-Visma                        | + 0"       |
| 6. | Cristian Scaroni      | Astana Qazaqstan Team              | + 0"       |
| 7. | Diego Ulissi          | UAE Team Emirates                  | + 0"       |
| 8. | Quentin Pacher        | Groupama-FDJ                       | + 0"       |
| 9. | Stanisław Aniołkowski | Polen                              | + 0"       |
| 10. | Nikias Arndt          | Team DSM                           | + 0"       |

| \| Samlede stilling \| Samlede stilling \| Samlede stilling \| Samlede stilling \| Samlede stilling \| \| Rytter \| Rytter \| Hold \| Tid \| \| \| ---------------- \| ---------------- \| ---------------------------------- \| ---------------- \| ---------------- \| \| 1. \| Sergio Higuita \| Bora-Hansgrohe \| 19t 52' 46" \| \| \| 2. \| Pello Bilbao \| Bahrain Victorious \| + 4" \| \| \| 3. \| Quinten Hermans \| Intermarché-Wanty-Gobert Matériaux \| + 6" \| \| \| 4. \| Diego Ulissi \| UAE Team Emirates \| + 10" \| \| \| 5. \| Matteo Sobrero \| BikeExchange-Jayco \| + 10" \| \| \| 6. \| Richard Carapaz \| Ineos Grenadiers \| + 10" \| \| \| 7. \| Mauro Schmid \| Quick-Step Alpha Vinyl \| + 10" \| \| \| 8. \| Ethan Hayter \| Ineos Grenadiers \| + 10" \| \| \| 9. \| Quentin Pacher \| Groupama-FDJ \| + 10" \| \| \| 10. \| Felix Gall \| AG2R Citroën Team \| + 10" \| \| |                 |                                    |             |
| |                 |                                    |             |
| Kilde: ProCyclingStats |                 |                                    |             |
| Samlede stilling |                 |                                    |             |
| Rytter | Rytter          | Hold                               | Tid         |
| 1. | Sergio Higuita  | Bora-Hansgrohe                     | 19t 52' 46" |
| 2. | Pello Bilbao    | Bahrain Victorious                 | + 4"        |
| 3. | Quinten Hermans | Intermarché-Wanty-Gobert Matériaux | + 6"        |
| 4. | Diego Ulissi    | UAE Team Emirates                  | + 10"       |
| 5. | Matteo Sobrero  | BikeExchange-Jayco                 | + 10"       |
| 6. | Richard Carapaz | Ineos Grenadiers                   | + 10"       |
| 7. | Mauro Schmid    | Quick-Step Alpha Vinyl             | + 10"       |
| 8. | Ethan Hayter    | Ineos Grenadiers                   | + 10"       |
| 9. | Quentin Pacher  | Groupama-FDJ                       | + 10"       |
| 10. | Felix Gall      | AG2R Citroën Team                  | + 10"       |

### 5. etape
| \| Etaperesultat \| Etaperesultat \| Etaperesultat \| Etaperesultat \| Etaperesultat \| \| Rytter \| Rytter \| Hold \| Tid \| \| \| ------------- \| ---------------- \| ---------------------------------- \| ------------- \| ------------- \| \| 1. \| Phil Bauhaus \| Bahrain Victorious \| 4t 16' 19" \| \| \| 2. \| Arnaud Démare \| Groupama-FDJ \| + 0" \| \| \| 3. \| Nikias Arndt \| Team DSM \| + 0" \| \| \| 4. \| Max Kanter \| Movistar Team \| + 0" \| \| \| 5. \| Edward Theuns \| Trek-Segafredo \| + 0" \| \| \| 6. \| Jonathan Milan \| Bahrain Victorious \| + 0" \| \| \| 7. \| Hugo Page \| Intermarché-Wanty-Gobert Matériaux \| + 0" \| \| \| 8. \| Ryan Mullen \| Bora-Hansgrohe \| + 0" \| \| \| 9. \| Jacopo Guarnieri \| Groupama-FDJ \| + 0" \| \| \| 10. \| Patryk Stosz \| Polen \| + 0" \| \| |                  |                                    |            |
| |                  |                                    |            |
| Kilde: ProCyclingStats |                  |                                    |            |
| Etaperesultat |                  |                                    |            |
| Rytter | Rytter           | Hold                               | Tid        |
| 1. | Phil Bauhaus     | Bahrain Victorious                 | 4t 16' 19" |
| 2. | Arnaud Démare    | Groupama-FDJ                       | + 0"       |
| 3. | Nikias Arndt     | Team DSM                           | + 0"       |
| 4. | Max Kanter       | Movistar Team                      | + 0"       |
| 5. | Edward Theuns    | Trek-Segafredo                     | + 0"       |
| 6. | Jonathan Milan   | Bahrain Victorious                 | + 0"       |
| 7. | Hugo Page        | Intermarché-Wanty-Gobert Matériaux | + 0"       |
| 8. | Ryan Mullen      | Bora-Hansgrohe                     | + 0"       |
| 9. | Jacopo Guarnieri | Groupama-FDJ                       | + 0"       |
| 10. | Patryk Stosz     | Polen                              | + 0"       |

| \| Samlede stilling \| Samlede stilling \| Samlede stilling \| Samlede stilling \| Samlede stilling \| \| Rytter \| Rytter \| Hold \| Tid \| \| \| ---------------- \| ---------------- \| ---------------------------------- \| ---------------- \| ---------------- \| \| 1. \| Sergio Higuita \| Bora-Hansgrohe \| 24t 09' 05" \| \| \| 2. \| Pello Bilbao \| Bahrain Victorious \| + 4" \| \| \| 3. \| Quinten Hermans \| Intermarché-Wanty-Gobert Matériaux \| + 6" \| \| \| 4. \| Diego Ulissi \| UAE Team Emirates \| + 10" \| \| \| 5. \| Matteo Sobrero \| BikeExchange-Jayco \| + 10" \| \| \| 6. \| Richard Carapaz \| Ineos Grenadiers \| + 10" \| \| \| 7. \| Ethan Hayter \| Ineos Grenadiers \| + 10" \| \| \| 8. \| Quentin Pacher \| Groupama-FDJ \| + 10" \| \| \| 9. \| Lucas Hamilton \| BikeExchange-Jayco \| + 10" \| \| \| 10. \| Steff Cras \| Lotto-Soudal \| + 10" \| \| |                 |                                    |             |
| |                 |                                    |             |
| Kilde: ProCyclingStats |                 |                                    |             |
| Samlede stilling |                 |                                    |             |
| Rytter | Rytter          | Hold                               | Tid         |
| 1. | Sergio Higuita  | Bora-Hansgrohe                     | 24t 09' 05" |
| 2. | Pello Bilbao    | Bahrain Victorious                 | + 4"        |
| 3. | Quinten Hermans | Intermarché-Wanty-Gobert Matériaux | + 6"        |
| 4. | Diego Ulissi    | UAE Team Emirates                  | + 10"       |
| 5. | Matteo Sobrero  | BikeExchange-Jayco                 | + 10"       |
| 6. | Richard Carapaz | Ineos Grenadiers                   | + 10"       |
| 7. | Ethan Hayter    | Ineos Grenadiers                   | + 10"       |
| 8. | Quentin Pacher  | Groupama-FDJ                       | + 10"       |
| 9. | Lucas Hamilton  | BikeExchange-Jayco                 | + 10"       |
| 10. | Steff Cras      | Lotto-Soudal                       | + 10"       |

### 6. etape
| \| Etaperesultat \| Etaperesultat \| Etaperesultat \| Etaperesultat \| Etaperesultat \| \| Rytter \| Rytter \| Hold \| Tid \| \| \| ------------- \| ------------------- \| ---------------------- \| ------------- \| ------------- \| \| 1. \| Thymen Arensman \| Team DSM \| 17' 40" \| \| \| 2. \| Magnus Sheffield \| Ineos Grenadiers \| + 7" \| \| \| 3. \| Ethan Hayter \| Ineos Grenadiers \| + 8" \| \| \| 4. \| Rémi Cavagna \| Quick-Step Alpha Vinyl \| + 20" \| \| \| 5. \| Marco Brenner \| Team DSM \| + 26" \| \| \| 6. \| Ben Tulett \| Ineos Grenadiers \| + 28" \| \| \| 7. \| Samuele Battistella \| Astana Qazaqstan Team \| + 30" \| \| \| 8. \| Matteo Sobrero \| BikeExchange-Jayco \| + 31" \| \| \| 9. \| Pello Bilbao \| Bahrain Victorious \| + 32" \| \| \| 10. \| Mark Padun \| EF Education-EasyPost \| + 35" \| \| |                     |                        |         |
| |                     |                        |         |
| Kilde: ProCyclingStats |                     |                        |         |
| Etaperesultat |                     |                        |         |
| Rytter | Rytter              | Hold                   | Tid     |
| 1. | Thymen Arensman     | Team DSM               | 17' 40" |
| 2. | Magnus Sheffield    | Ineos Grenadiers       | + 7"    |
| 3. | Ethan Hayter        | Ineos Grenadiers       | + 8"    |
| 4. | Rémi Cavagna        | Quick-Step Alpha Vinyl | + 20"   |
| 5. | Marco Brenner       | Team DSM               | + 26"   |
| 6. | Ben Tulett          | Ineos Grenadiers       | + 28"   |
| 7. | Samuele Battistella | Astana Qazaqstan Team  | + 30"   |
| 8. | Matteo Sobrero      | BikeExchange-Jayco     | + 31"   |
| 9. | Pello Bilbao        | Bahrain Victorious     | + 32"   |
| 10. | Mark Padun          | EF Education-EasyPost  | + 35"   |

| \| Samlede stilling \| Samlede stilling \| Samlede stilling \| Samlede stilling \| Samlede stilling \| \| Rytter \| Rytter \| Hold \| Tid \| \| \| ---------------- \| ------------------- \| ---------------------- \| ---------------- \| ---------------- \| \| 1. \| Ethan Hayter \| Ineos Grenadiers \| 24t 27' 03" \| \| \| 2. \| Thymen Arensman \| Team DSM \| + 11" \| \| \| 3. \| Pello Bilbao \| Bahrain Victorious \| + 18" \| \| \| 4. \| Matteo Sobrero \| BikeExchange-Jayco \| + 23" \| \| \| 5. \| Ben Tulett \| Ineos Grenadiers \| + 25" \| \| \| 6. \| Rémi Cavagna \| Quick-Step Alpha Vinyl \| + 31" \| \| \| 7. \| Samuele Battistella \| Astana Qazaqstan Team \| + 32" \| \| \| 8. \| Sergio Higuita \| Bora-Hansgrohe \| + 32" \| \| \| 9. \| Diego Ulissi \| UAE Team Emirates \| + 45" \| \| \| 10. \| Bruno Armirail \| Groupama-FDJ \| + 50" \| \| |                     |                        |             |
| |                     |                        |             |
| Kilde: ProCyclingStats |                     |                        |             |
| Samlede stilling |                     |                        |             |
| Rytter | Rytter              | Hold                   | Tid         |
| 1. | Ethan Hayter        | Ineos Grenadiers       | 24t 27' 03" |
| 2. | Thymen Arensman     | Team DSM               | + 11"       |
| 3. | Pello Bilbao        | Bahrain Victorious     | + 18"       |
| 4. | Matteo Sobrero      | BikeExchange-Jayco     | + 23"       |
| 5. | Ben Tulett          | Ineos Grenadiers       | + 25"       |
| 6. | Rémi Cavagna        | Quick-Step Alpha Vinyl | + 31"       |
| 7. | Samuele Battistella | Astana Qazaqstan Team  | + 32"       |
| 8. | Sergio Higuita      | Bora-Hansgrohe         | + 32"       |
| 9. | Diego Ulissi        | UAE Team Emirates      | + 45"       |
| 10. | Bruno Armirail      | Groupama-FDJ           | + 50"       |

### 7. etape
| \| Etaperesultat \| Etaperesultat \| Etaperesultat \| Etaperesultat \| Etaperesultat \| \| Rytter \| Rytter \| Hold \| Tid \| \| \| ------------- \| ------------------- \| ---------------------------------- \| ------------- \| ------------- \| \| 1. \| Arnaud Démare \| Groupama-FDJ \| 3t 59' 20" \| \| \| 2. \| Olav Kooij \| Jumbo-Visma \| + 0" \| \| \| 3. \| Phil Bauhaus \| Bahrain Victorious \| + 0" \| \| \| 4. \| Max Kanter \| Movistar Team \| + 0" \| \| \| 5. \| Gerben Thijssen \| Intermarché-Wanty-Gobert Matériaux \| + 0" \| \| \| 6. \| Marijn van den Berg \| EF Education-EasyPost \| + 0" \| \| \| 7. \| Davide Cimolai \| Cofidis \| + 0" \| \| \| 8. \| Edward Theuns \| Trek-Segafredo \| + 0" \| \| \| 9. \| Pascal Ackermann \| UAE Team Emirates \| + 0" \| \| \| 10. \| Kaden Groves \| BikeExchange-Jayco \| + 0" \| \| |                     |                                    |            |
| |                     |                                    |            |
| Kilde: ProCyclingStats |                     |                                    |            |
| Etaperesultat |                     |                                    |            |
| Rytter | Rytter              | Hold                               | Tid        |
| 1. | Arnaud Démare       | Groupama-FDJ                       | 3t 59' 20" |
| 2. | Olav Kooij          | Jumbo-Visma                        | + 0"       |
| 3. | Phil Bauhaus        | Bahrain Victorious                 | + 0"       |
| 4. | Max Kanter          | Movistar Team                      | + 0"       |
| 5. | Gerben Thijssen     | Intermarché-Wanty-Gobert Matériaux | + 0"       |
| 6. | Marijn van den Berg | EF Education-EasyPost              | + 0"       |
| 7. | Davide Cimolai      | Cofidis                            | + 0"       |
| 8. | Edward Theuns       | Trek-Segafredo                     | + 0"       |
| 9. | Pascal Ackermann    | UAE Team Emirates                  | + 0"       |
| 10. | Kaden Groves        | BikeExchange-Jayco                 | + 0"       |

## Resultater
| \| Samlede stilling \| Samlede stilling \| Samlede stilling \| Samlede stilling \| Samlede stilling \| \| Rytter \| Rytter \| Hold \| Tid \| \| \| ---------------- \| ------------------- \| ---------------------- \| ---------------- \| ---------------- \| \| 1. \| Ethan Hayter \| Ineos Grenadiers \| 28t 26' 23" \| \| \| 2. \| Thymen Arensman \| Team DSM \| + 11" \| \| \| 3. \| Pello Bilbao \| Bahrain Victorious \| + 18" \| \| \| 4. \| Matteo Sobrero \| BikeExchange-Jayco \| + 23" \| \| \| 5. \| Ben Tulett \| Ineos Grenadiers \| + 25" \| \| \| 6. \| Rémi Cavagna \| Quick-Step Alpha Vinyl \| + 31" \| \| \| 7. \| Samuele Battistella \| Astana Qazaqstan Team \| + 32" \| \| \| 8. \| Sergio Higuita \| Bora-Hansgrohe \| + 32" \| \| \| 9. \| Diego Ulissi \| UAE Team Emirates \| + 45" \| \| \| 10. \| Bruno Armirail \| Groupama-FDJ \| + 50" \| \| |                     |                        |             |
| |                     |                        |             |
| Kilder: ProCyclingStats Cycling Quotient Cycling Archives |                     |                        |             |
| Samlede stilling |                     |                        |             |
| Rytter | Rytter              | Hold                   | Tid         |
| 1. | Ethan Hayter        | Ineos Grenadiers       | 28t 26' 23" |
| 2. | Thymen Arensman     | Team DSM               | + 11"       |
| 3. | Pello Bilbao        | Bahrain Victorious     | + 18"       |
| 4. | Matteo Sobrero      | BikeExchange-Jayco     | + 23"       |
| 5. | Ben Tulett          | Ineos Grenadiers       | + 25"       |
| 6. | Rémi Cavagna        | Quick-Step Alpha Vinyl | + 31"       |
| 7. | Samuele Battistella | Astana Qazaqstan Team  | + 32"       |
| 8. | Sergio Higuita      | Bora-Hansgrohe         | + 32"       |
| 9. | Diego Ulissi        | UAE Team Emirates      | + 45"       |
| 10. | Bruno Armirail      | Groupama-FDJ           | + 50"       |

| Samlede stilling | Samlede stilling    | Samlede stilling       | Samlede stilling | Samlede stilling |
| Rytter           | Rytter              | Hold                   | Tid              |                  |
| ---------------- | ------------------- | ---------------------- | ---------------- | ---------------- |
| 1.               | Ethan Hayter        | Ineos Grenadiers       | 28t 26' 23"      |                  |
| 2.               | Thymen Arensman     | Team DSM               | + 11"            |                  |
| 3.               | Pello Bilbao        | Bahrain Victorious     | + 18"            |                  |
| 4.               | Matteo Sobrero      | BikeExchange-Jayco     | + 23"            |                  |
| 5.               | Ben Tulett          | Ineos Grenadiers       | + 25"            |                  |
| 6.               | Rémi Cavagna        | Quick-Step Alpha Vinyl | + 31"            |                  |
| 7.               | Samuele Battistella | Astana Qazaqstan Team  | + 32"            |                  |
| 8.               | Sergio Higuita      | Bora-Hansgrohe         | + 32"            |                  |
| 9.               | Diego Ulissi        | UAE Team Emirates      | + 45"            |                  |
| 10.              | Bruno Armirail      | Groupama-FDJ           | + 50"            |                  |

| Pointkonkurrence | Pointkonkurrence | Pointkonkurrence                   | Pointkonkurrence | Pointkonkurrence |
| Rytter           | Rytter           | Hold                               | Point            |                  |
| ---------------- | ---------------- | ---------------------------------- | ---------------- | ---------------- |
| 1.               | Arnaud Démare    | Groupama-FDJ                       | 74 point         |                  |
| 2.               | Olav Kooij       | Jumbo-Visma                        | 72 point         |                  |
| 3.               | Max Kanter       | Movistar Team                      | 62 point         |                  |
| 4.               | Phil Bauhaus     | Bahrain Victorious                 | 57 point         |                  |
| 5.               | Pascal Ackermann | UAE Team Emirates                  | 51 point         |                  |
| 6.               | Jonathan Milan   | Bahrain Victorious                 | 51 point         |                  |
| 7.               | Gerben Thijssen  | Intermarché-Wanty-Gobert Matériaux | 42 point         |                  |
| 8.               | Ethan Hayter     | Ineos Grenadiers                   | 42 point         |                  |
| 9.               | Pello Bilbao     | Bahrain Victorious                 | 40 point         |                  |
| 10.              | Nikias Arndt     | Team DSM                           | 39 point         |                  |

| Pointkonkurrence | Pointkonkurrence | Pointkonkurrence                   | Pointkonkurrence | Pointkonkurrence |
| Rytter           | Rytter           | Hold                               | Point            |                  |
| ---------------- | ---------------- | ---------------------------------- | ---------------- | ---------------- |
| 1.               | Arnaud Démare    | Groupama-FDJ                       | 74 point         |                  |
| 2.               | Olav Kooij       | Jumbo-Visma                        | 72 point         |                  |
| 3.               | Max Kanter       | Movistar Team                      | 62 point         |                  |
| 4.               | Phil Bauhaus     | Bahrain Victorious                 | 57 point         |                  |
| 5.               | Pascal Ackermann | UAE Team Emirates                  | 51 point         |                  |
| 6.               | Jonathan Milan   | Bahrain Victorious                 | 51 point         |                  |
| 7.               | Gerben Thijssen  | Intermarché-Wanty-Gobert Matériaux | 42 point         |                  |
| 8.               | Ethan Hayter     | Ineos Grenadiers                   | 42 point         |                  |
| 9.               | Pello Bilbao     | Bahrain Victorious                 | 40 point         |                  |
| 10.              | Nikias Arndt     | Team DSM                           | 39 point         |                  |

| Bjergkonkurrence | Bjergkonkurrence   | Bjergkonkurrence                   | Bjergkonkurrence | Bjergkonkurrence |
| Rytter           | Rytter             | Hold                               | Point            |                  |
| ---------------- | ------------------ | ---------------------------------- | ---------------- | ---------------- |
| 1.               | Jarrad Drizners    | Lotto-Soudal                       | 23 point         |                  |
| 2.               | Kamil Małecki      | Lotto-Soudal                       | 15 point         |                  |
| 3.               | Michel Heßmann     | Jumbo-Visma                        | 11 point         |                  |
| 4.               | Michel Heßmann     | Jumbo-Visma                        | 11 point         |                  |
| 5.               | Syver Wærsted      | Uno-X Pro Cycling Team             | 11 point         |                  |
| 6.               | Rui Oliveira       | UAE Team Emirates                  | 8 point          |                  |
| 7.               | Mads Würtz Schmidt | Israel-Premier Tech                | 7 point          |                  |
| 8.               | Julius Johansen    | Intermarché-Wanty-Gobert Matériaux | 7 point          |                  |
| 9.               | Nans Peters        | AG2R Citroën Team                  | 5 point          |                  |
| 10.              | Felix Gall         | AG2R Citroën Team                  | 4 point          |                  |

| Bjergkonkurrence | Bjergkonkurrence   | Bjergkonkurrence                   | Bjergkonkurrence | Bjergkonkurrence |
| Rytter           | Rytter             | Hold                               | Point            |                  |
| ---------------- | ------------------ | ---------------------------------- | ---------------- | ---------------- |
| 1.               | Jarrad Drizners    | Lotto-Soudal                       | 23 point         |                  |
| 2.               | Kamil Małecki      | Lotto-Soudal                       | 15 point         |                  |
| 3.               | Michel Heßmann     | Jumbo-Visma                        | 11 point         |                  |
| 4.               | Michel Heßmann     | Jumbo-Visma                        | 11 point         |                  |
| 5.               | Syver Wærsted      | Uno-X Pro Cycling Team             | 11 point         |                  |
| 6.               | Rui Oliveira       | UAE Team Emirates                  | 8 point          |                  |
| 7.               | Mads Würtz Schmidt | Israel-Premier Tech                | 7 point          |                  |
| 8.               | Julius Johansen    | Intermarché-Wanty-Gobert Matériaux | 7 point          |                  |
| 9.               | Nans Peters        | AG2R Citroën Team                  | 5 point          |                  |
| 10.              | Felix Gall         | AG2R Citroën Team                  | 4 point          |                  |

| Ungdomskonkurrence | Ungdomskonkurrence | Ungdomskonkurrence | Ungdomskonkurrence | Ungdomskonkurrence |
| Rytter             | Rytter             | Hold               | Tid                |                    |
| ------------------ | ------------------ | ------------------ | ------------------ | ------------------ |

| Ungdomskonkurrence | Ungdomskonkurrence | Ungdomskonkurrence | Ungdomskonkurrence | Ungdomskonkurrence |
| Rytter             | Rytter             | Hold               | Tid                |                    |
| ------------------ | ------------------ | ------------------ | ------------------ | ------------------ |

### Holdkonkurrencen
| Holdkonkurrence | Holdkonkurrence        | Holdkonkurrence | Holdkonkurrence |
| Hold            | Hold                   | Tid             |                 |
| --------------- | ---------------------- | --------------- | --------------- |
| 1.              | Ineos Grenadiers       | 85t 19' 33"     |                 |
| 2.              | Quick-Step Alpha Vinyl | + 2' 43"        |                 |
| 3.              | Team DSM               | + 2' 46"        |                 |
| 4.              | EF Education-EasyPost  | + 2' 48"        |                 |
| 5.              | Bahrain Victorious     | + 3' 56"        |                 |

## Hold og ryttere
| UCI WorldTeams (18)- AG2R Citroën Team - Astana Qazaqstan Team - Bahrain Victorious - Bora-Hansgrohe - Cofidis - EF Education-EasyPost - Groupama-FDJ - Ineos Grenadiers - Intermarché-Wanty-Gobert Matériaux - Israel-Premier Tech - Lotto-Soudal - Movistar Team - Quick-Step Alpha Vinyl - BikeExchange-Jayco - Team DSM - Jumbo-Visma - Trek-Segafredo - UAE Team Emirates UCI ProTeams (4)- Alpecin-Deceuninck - Caja Rural-Seguros RGA - Team Novo Nordisk - Uno-X Pro Cycling Team Landshold- Polen |
| |

### Danske ryttere
| Danske ryttere på startlisten |                    |                                    |           |
| Rygnummer                     | Rytter             | Hold                               | Placering |
| 94                            | Julius Johansen    | Intermarché-Wanty-Gobert Matériaux | 100       |
| 107                           | Mads Würtz Schmidt | Israel Start-Up Nation             | 38        |
| 217                           | Jonas Gregaard     | Uno-X Pro Cycling Team             | 73        |

* DNF = gennemførte ikke

### Startliste
| Quick-Step Alpha Vinyl QST | Quick-Step Alpha Vinyl QST      | Quick-Step Alpha Vinyl QST |
| -------------------------- | ------------------------------- | -------------------------- |
| Nr.                        | Rytter                          | Placering                  |
| 1                          | Rémi Cavagna (FRA)              | 6.                         |
| 2                          | Mark Cavendish (GBR) (landevej) | DNS-6                      |
| 3                          | Josef Černý (CZE)               | 117.                       |
| 4                          | Mauro Schmid (SUI)              | DNS-5                      |
| 5                          | Zdeněk Štybar (CZE)             | 57.                        |
| 6                          | Bert Van Lerberghe (BEL)        | 105.                       |
| 7                          | Mauri Vansevenant (BEL)         | 26.                        |

| AG2R Citroën Team ACT | AG2R Citroën Team ACT | AG2R Citroën Team ACT |
| --------------------- | --------------------- | --------------------- |
| Nr.                   | Rytter                | Placering             |
| 11                    | Felix Gall (AUT)      | 15.                   |
| 12                    | Dorian Godon (FRA)    | 17.                   |
| 13                    | Marc Sarreau (FRA)    | DNS-6                 |
| 14                    | Nans Peters (FRA)     | 59.                   |
| 15                    | Antoine Raugel (FRA)  | 54.                   |
| 16                    | Michael Schär (SUI)   | 46.                   |
| 17                    | Andrea Vendrame (ITA) | 45.                   |

| Astana Qazaqstan Team AST | Astana Qazaqstan Team AST        | Astana Qazaqstan Team AST |
| ------------------------- | -------------------------------- | ------------------------- |
| Nr.                       | Rytter                           | Placering                 |
| 21                        | Samuele Battistella (ITA)        | 7.                        |
| 22                        | Jevgenij Fedorov (KAZ)           | 66.                       |
| 23                        | Michele Gazzoli (ITA)            | 80.                       |
| 24                        | Davide Martinelli (ITA)          | DNS-2                     |
| 25                        | Jevgenij Giditj (KAZ) (landevej) | 102.                      |
| 26                        | Cristian Scaroni (ITA)           | 71.                       |
| 27                        | Harold Tejada (COL)              | 14.                       |

| Bahrain Victorious TBV | Bahrain Victorious TBV  | Bahrain Victorious TBV |
| ---------------------- | ----------------------- | ---------------------- |
| Nr.                    | Rytter                  | Placering              |
| 31                     | Phil Bauhaus (GER)      | 107.                   |
| 32                     | Pello Bilbao (ESP)      | 3.                     |
| 33                     | Edoardo Zambanini (ITA) | 33.                    |
| 34                     | Heinrich Haussler (AUS) | 97.                    |
| 35                     | Filip Maciejuk (POL)    | 55.                    |
| 36                     | Jonathan Milan (ITA)    | 70.                    |
| 37                     | Stephen Williams (GBR)  | 47.                    |

| Bora-Hansgrohe BOH | Bora-Hansgrohe BOH              | Bora-Hansgrohe BOH |
| ------------------ | ------------------------------- | ------------------ |
| Nr.                | Rytter                          | Placering          |
| 41                 | Giovanni Aleotti (ITA)          | 23.                |
| 42                 | Cesare Benedetti (POL)          | 68.                |
| 43                 | Sam Bennett (IRL)               | 110.               |
| 44                 | Sergio Higuita (COL) (landevej) | 8.                 |
| 45                 | Jordi Meeus (BEL)               | DNF-6              |
| 46                 | Ryan Mullen (IRL)               | 121.               |
| 47                 | Shane Archbold (NZL)            | DNS-6              |

| Cofidis COF | Cofidis COF              | Cofidis COF |
| ----------- | ------------------------ | ----------- |
| Nr.         | Rytter                   | Placering   |
| 51          | Piet Allegaert (BEL)     | DNS-6       |
| 52          | Alexandre Delettre (FRA) | 39.         |
| 53          | Thomas Champion (FRA)    | 36.         |
| 54          | Davide Cimolai (ITA)     | 101.        |
| 55          | Simone Consonni (ITA)    | DNF-5       |
| 56          | Tom Bohli (SUI)          | 87.         |
| 57          | Jelle Wallays (BEL)      | DNS-2       |

| EF Education-EasyPost EFE | EF Education-EasyPost EFE | EF Education-EasyPost EFE |
| ------------------------- | ------------------------- | ------------------------- |
| Nr.                       | Rytter                    | Placering                 |
| 61                        | Diego Camargo (COL)       | 93.                       |
| 62                        | Simon Carr (GBR)          | 19.                       |
| 63                        | Jens Keukeleire (BEL)     | 86.                       |
| 64                        | Mark Padun (UKR)          | 13.                       |
| 65                        | Sean Quinn (USA)          | 21.                       |
| 66                        | Marijn van den Berg (NED) | 79.                       |
| 67                        | Łukasz Wiśniowski (POL)   | 126.                      |

| Groupama-FDJ GFC | Groupama-FDJ GFC          | Groupama-FDJ GFC |
| ---------------- | ------------------------- | ---------------- |
| Nr.              | Rytter                    | Placering        |
| 71               | Arnaud Démare (FRA)       | 58.              |
| 72               | Bruno Armirail (FRA)      | 10.              |
| 73               | Jacopo Guarnieri (ITA)    | 122.             |
| 74               | Ignatas Konovalovas (LTU) | 77.              |
| 75               | Quentin Pacher (FRA)      | 16.              |
| 76               | Miles Scotson (AUS)       | DNS-6            |
| 77               | Bram Welten (NED)         | 90.              |

| Ineos Grenadiers IGD | Ineos Grenadiers IGD                | Ineos Grenadiers IGD |
| -------------------- | ----------------------------------- | -------------------- |
| Nr.                  | Rytter                              | Placering            |
| 81                   | Richard Carapaz (ECU) (enkeltstart) | 22.                  |
| 82                   | Ethan Hayter (GBR) (enkeltstart)    | 1.                   |
| 83                   | Jhonatan Narváez (ECU)              | 50.                  |
| 84                   | Salvatore Puccio (ITA)              | 118.                 |
| 85                   | Magnus Sheffield (USA)              | 81.                  |
| 86                   | Ben Tulett (GBR)                    | 5.                   |
| 87                   | Elia Viviani (ITA)                  | 115.                 |

| Intermarché-Wanty-Gobert Matériaux IWG | Intermarché-Wanty-Gobert Matériaux IWG | Intermarché-Wanty-Gobert Matériaux IWG |
| -------------------------------------- | -------------------------------------- | -------------------------------------- |
| Nr.                                    | Rytter                                 | Placering                              |
| 91                                     | Baptiste Planckaert (BEL)              | DNF-1                                  |
| 92                                     | Quinten Hermans (BEL)                  | 20.                                    |
| 93                                     | Laurens Huys (BEL)                     | 34.                                    |
| 94                                     | Julius Johansen (DEN)                  | 100.                                   |
| 95                                     | Hugo Page (FRA)                        | 44.                                    |
| 96                                     | Gerben Thijssen (BEL)                  | 108.                                   |
| 97                                     | Boy van Poppel (NED)                   | 94.                                    |

| Israel-Premier Tech IPT | Israel-Premier Tech IPT    | Israel-Premier Tech IPT |
| ----------------------- | -------------------------- | ----------------------- |
| Nr.                     | Rytter                     | Placering               |
| 101                     | Reto Hollenstein (SUI)     | 49.                     |
| 102                     | Sebastian Berwick (AUS)    | 24.                     |
| 103                     | Matthias Brändle (AUT)     | 98.                     |
| 104                     | Alessandro De Marchi (ITA) | 61.                     |
| 105                     | Alex Dowsett (GBR)         | 89.                     |
| 106                     | Taj Jones (AUS)            | 88.                     |
| 107                     | Mads Würtz Schmidt (DEN)   | 38.                     |

| Jumbo-Visma TJV | Jumbo-Visma TJV          | Jumbo-Visma TJV |
| --------------- | ------------------------ | --------------- |
| Nr.             | Rytter                   | Placering       |
| 111             | Mick van Dijke (NED)     | 65.             |
| 113             | Olav Kooij (NED)         | 83.             |
| 114             | Michel Heßmann (GER)     | 63.             |
| 115             | Tosh Van der Sande (BEL) | 60.             |
| 116             | Sam Oomen (NED)          | DNS-2           |
| 117             | Mike Teunissen (NED)     | DNS-6           |

| Movistar Team MOV | Movistar Team MOV     | Movistar Team MOV |
| ----------------- | --------------------- | ----------------- |
| Nr.               | Rytter                | Placering         |
| 121               | Will Barta (USA)      | 32.               |
| 122               | Juri Hollmann (GER)   | 41.               |
| 123               | Johan Jacobs (SUI)    | DNS-2             |
| 124               | Max Kanter (GER)      | 56.               |
| 125               | Oier Lazkano (ESP)    | DNF-2             |
| 126               | Abner González (PUR)  | 30.               |
| 127               | Óscar Rodríguez (ESP) | 42.               |

| BikeExchange-Jayco BEX | BikeExchange-Jayco BEX              | BikeExchange-Jayco BEX |
| ---------------------- | ----------------------------------- | ---------------------- |
| Nr.                    | Rytter                              | Placering              |
| 131                    | Matteo Sobrero (ITA)                | 4.                     |
| 132                    | Alexander Edmondson (AUS)           | DNF-2                  |
| 133                    | Kaden Groves (AUS)                  | 52.                    |
| 134                    | Michael Hepburn (AUS)               | 51.                    |
| 135                    | Lucas Hamilton (AUS)                | 18.                    |
| 136                    | Lawson Craddock (USA) (enkeltstart) | 78.                    |
| 137                    | Kelland O'Brien (AUS)               | 106.                   |

| Lotto-Soudal LTS | Lotto-Soudal LTS       | Lotto-Soudal LTS |
| ---------------- | ---------------------- | ---------------- |
| Nr.              | Rytter                 | Placering        |
| 141              | Steff Cras (BEL)       | 25.              |
| 142              | Jasper De Buyst (BEL)  | DNS-6            |
| 144              | Thomas De Gendt (BEL)  | 99.              |
| 145              | Jarrad Drizners (AUS)  | 72.              |
| 146              | Roger Kluge (GER)      | 111.             |
| 147              | Kamil Małecki (POL)    | 92.              |
| 148              | Sylvain Moniquet (BEL) | 11.              |

| Team DSM DSM | Team DSM DSM                  | Team DSM DSM |
| ------------ | ----------------------------- | ------------ |
| Nr.          | Rytter                        | Placering    |
| 151          | Thymen Arensman (NED)         | 2.           |
| 152          | Nikias Arndt (GER)            | 31.          |
| 153          | Marco Brenner (GER)           | 12.          |
| 154          | Jonas Iversby Hvideberg (NOR) | 76.          |
| 155          | Niklas Märkl (GER)            | 109.         |
| 156          | Joris Nieuwenhuis (NED)       | 125.         |
| 157          | Sam Welsford (AUS)            | 116.         |

| Trek-Segafredo TFS | Trek-Segafredo TFS             | Trek-Segafredo TFS |
| ------------------ | ------------------------------ | ------------------ |
| Nr.                | Rytter                         | Placering          |
| 161                | Daan Hoole (NED)               | 75.                |
| 162                | Emīls Liepiņš (LAT) (landevej) | 103.               |
| 163                | Jacopo Mosca (ITA)             | 112.               |
| 164                | Matteo Moschetti (ITA)         | DNF-4              |
| 165                | Edward Theuns (BEL)            | 53.                |
| 166                | Antonio Tiberi (ITA)           | 43.                |
| 167                | Antwan Tolhoek (NED)           | DNS-2              |

| UAE Team Emirates UAD | UAE Team Emirates UAD      | UAE Team Emirates UAD |
| --------------------- | -------------------------- | --------------------- |
| Nr.                   | Rytter                     | Placering             |
| 171                   | Pascal Ackermann (GER)     | 84.                   |
| 172                   | Davide Formolo (ITA)       | 29.                   |
| 173                   | Vegard Stake Laengen (NOR) | 48.                   |
| 174                   | Sebastián Molano (COL)     | 85.                   |
| 175                   | Rui Oliveira (POR)         | 64.                   |
| 176                   | Oliviero Troia (ITA)       | 114.                  |
| 177                   | Diego Ulissi (ITA)         | 9.                    |

| Alpecin-Deceuninck AFC | Alpecin-Deceuninck AFC      | Alpecin-Deceuninck AFC |
| ---------------------- | --------------------------- | ---------------------- |
| Nr.                    | Rytter                      | Placering              |
| 181                    | David van der Poel (NED)    | DNS-4                  |
| 182                    | Sjoerd Bax (NED)            | DNS-4                  |
| 183                    | Tobias Bayer (AUT)          | DNS-4                  |
| 184                    | Senne Leysen (BEL)          | DNS-4                  |
| 185                    | Jakub Mareczko (ITA)        | DNS-4                  |
| 186                    | Stefano Oldani (ITA)        | DNS-4                  |
| 187                    | Fabio Van den Bossche (BEL) | DNS-4                  |

| Caja Rural-Seguros RGA CJR | Caja Rural-Seguros RGA CJR     | Caja Rural-Seguros RGA CJR |
| -------------------------- | ------------------------------ | -------------------------- |
| Nr.                        | Rytter                         | Placering                  |
| 191                        | Julen Amezqueta (ESP)          | 69.                        |
| 192                        | Aritz Bagües (ESP)             | DNS-2                      |
| 193                        | Jefferson Alveiro Cepeda (ECU) | 35.                        |
| 194                        | Iúri Leitão (POR)              | 119.                       |
| 195                        | Sergio Martín (ESP)            | 40.                        |
| 196                        | Eduard Prades (ESP)            | 37.                        |
| 197                        | Michal Schlegel (CZE)          | 62.                        |

| Team Novo Nordisk TNN | Team Novo Nordisk TNN | Team Novo Nordisk TNN |
| --------------------- | --------------------- | --------------------- |
| Nr.                   | Rytter                | Placering             |
| 201                   | Andrea Peron (ITA)    | 120.                  |
| 202                   | Péter Kusztor (HUN)   | 91.                   |
| 203                   | Gerd de Keijzer (NED) | DNF-4                 |
| 204                   | Sam Brand (GBR)       | DNS-6                 |
| 205                   | Umberto Poli (ITA)    | DNF-7                 |
| 206                   | David Lozano (ESP)    | 95.                   |
| 207                   | Matyáš Kopecký (CZE)  | DNS-5                 |

| Uno-X Pro Cycling Team UXT | Uno-X Pro Cycling Team UXT       | Uno-X Pro Cycling Team UXT |
| -------------------------- | -------------------------------- | -------------------------- |
| Nr.                        | Rytter                           | Placering                  |
| 211                        | Jonas Abrahamsen (NOR)           | DNS-4                      |
| 212                        | Tobias Halland Johannessen (NOR) | DNS-2                      |
| 213                        | Syver Wærsted (NOR)              | 123.                       |
| 214                        | Anders Skaarseth (NOR)           | 67.                        |
| 215                        | Rasmus Tiller (NOR) (landevej)   | DNS-2                      |
| 216                        | Idar Andersen (NOR)              | 27.                        |
| 217                        | Jonas Gregaard (DEN)             | 73.                        |

| Polen POL | Polen POL             | Polen POL |
| --------- | --------------------- | --------- |
| Nr.       | Rytter                | Placering |
| 221       | Stanisław Aniołkowski | 74.       |
| 222       | Patryk Stosz          | 127.      |
| 223       | Mateusz Grabis        | 124.      |
| 224       | Jakub Kaczmarek       | 28.       |
| 225       | Piotr Brożyna         | 104.      |
| 226       | Marcin Budziński      | 82.       |
| 227       | Jakub Murias          | 96.       |

| Quick-Step Alpha Vinyl QST | Quick-Step Alpha Vinyl QST      | Quick-Step Alpha Vinyl QST |
| -------------------------- | ------------------------------- | -------------------------- |
| Nr.                        | Rytter                          | Placering                  |
| 1                          | Rémi Cavagna (FRA)              | 6.                         |
| 2                          | Mark Cavendish (GBR) (landevej) | DNS-6                      |
| 3                          | Josef Černý (CZE)               | 117.                       |
| 4                          | Mauro Schmid (SUI)              | DNS-5                      |
| 5                          | Zdeněk Štybar (CZE)             | 57.                        |
| 6                          | Bert Van Lerberghe (BEL)        | 105.                       |
| 7                          | Mauri Vansevenant (BEL)         | 26.                        |

| AG2R Citroën Team ACT | AG2R Citroën Team ACT | AG2R Citroën Team ACT |
| --------------------- | --------------------- | --------------------- |
| Nr.                   | Rytter                | Placering             |
| 11                    | Felix Gall (AUT)      | 15.                   |
| 12                    | Dorian Godon (FRA)    | 17.                   |
| 13                    | Marc Sarreau (FRA)    | DNS-6                 |
| 14                    | Nans Peters (FRA)     | 59.                   |
| 15                    | Antoine Raugel (FRA)  | 54.                   |
| 16                    | Michael Schär (SUI)   | 46.                   |
| 17                    | Andrea Vendrame (ITA) | 45.                   |

| Astana Qazaqstan Team AST | Astana Qazaqstan Team AST        | Astana Qazaqstan Team AST |
| ------------------------- | -------------------------------- | ------------------------- |
| Nr.                       | Rytter                           | Placering                 |
| 21                        | Samuele Battistella (ITA)        | 7.                        |
| 22                        | Jevgenij Fedorov (KAZ)           | 66.                       |
| 23                        | Michele Gazzoli (ITA)            | 80.                       |
| 24                        | Davide Martinelli (ITA)          | DNS-2                     |
| 25                        | Jevgenij Giditj (KAZ) (landevej) | 102.                      |
| 26                        | Cristian Scaroni (ITA)           | 71.                       |
| 27                        | Harold Tejada (COL)              | 14.                       |

| Bahrain Victorious TBV | Bahrain Victorious TBV  | Bahrain Victorious TBV |
| ---------------------- | ----------------------- | ---------------------- |
| Nr.                    | Rytter                  | Placering              |
| 31                     | Phil Bauhaus (GER)      | 107.                   |
| 32                     | Pello Bilbao (ESP)      | 3.                     |
| 33                     | Edoardo Zambanini (ITA) | 33.                    |
| 34                     | Heinrich Haussler (AUS) | 97.                    |
| 35                     | Filip Maciejuk (POL)    | 55.                    |
| 36                     | Jonathan Milan (ITA)    | 70.                    |
| 37                     | Stephen Williams (GBR)  | 47.                    |

| Bora-Hansgrohe BOH | Bora-Hansgrohe BOH              | Bora-Hansgrohe BOH |
| ------------------ | ------------------------------- | ------------------ |
| Nr.                | Rytter                          | Placering          |
| 41                 | Giovanni Aleotti (ITA)          | 23.                |
| 42                 | Cesare Benedetti (POL)          | 68.                |
| 43                 | Sam Bennett (IRL)               | 110.               |
| 44                 | Sergio Higuita (COL) (landevej) | 8.                 |
| 45                 | Jordi Meeus (BEL)               | DNF-6              |
| 46                 | Ryan Mullen (IRL)               | 121.               |
| 47                 | Shane Archbold (NZL)            | DNS-6              |

| Cofidis COF | Cofidis COF              | Cofidis COF |
| ----------- | ------------------------ | ----------- |
| Nr.         | Rytter                   | Placering   |
| 51          | Piet Allegaert (BEL)     | DNS-6       |
| 52          | Alexandre Delettre (FRA) | 39.         |
| 53          | Thomas Champion (FRA)    | 36.         |
| 54          | Davide Cimolai (ITA)     | 101.        |
| 55          | Simone Consonni (ITA)    | DNF-5       |
| 56          | Tom Bohli (SUI)          | 87.         |
| 57          | Jelle Wallays (BEL)      | DNS-2       |

| EF Education-EasyPost EFE | EF Education-EasyPost EFE | EF Education-EasyPost EFE |
| ------------------------- | ------------------------- | ------------------------- |
| Nr.                       | Rytter                    | Placering                 |
| 61                        | Diego Camargo (COL)       | 93.                       |
| 62                        | Simon Carr (GBR)          | 19.                       |
| 63                        | Jens Keukeleire (BEL)     | 86.                       |
| 64                        | Mark Padun (UKR)          | 13.                       |
| 65                        | Sean Quinn (USA)          | 21.                       |
| 66                        | Marijn van den Berg (NED) | 79.                       |
| 67                        | Łukasz Wiśniowski (POL)   | 126.                      |

| Groupama-FDJ GFC | Groupama-FDJ GFC          | Groupama-FDJ GFC |
| ---------------- | ------------------------- | ---------------- |
| Nr.              | Rytter                    | Placering        |
| 71               | Arnaud Démare (FRA)       | 58.              |
| 72               | Bruno Armirail (FRA)      | 10.              |
| 73               | Jacopo Guarnieri (ITA)    | 122.             |
| 74               | Ignatas Konovalovas (LTU) | 77.              |
| 75               | Quentin Pacher (FRA)      | 16.              |
| 76               | Miles Scotson (AUS)       | DNS-6            |
| 77               | Bram Welten (NED)         | 90.              |

| Ineos Grenadiers IGD | Ineos Grenadiers IGD                | Ineos Grenadiers IGD |
| -------------------- | ----------------------------------- | -------------------- |
| Nr.                  | Rytter                              | Placering            |
| 81                   | Richard Carapaz (ECU) (enkeltstart) | 22.                  |
| 82                   | Ethan Hayter (GBR) (enkeltstart)    | 1.                   |
| 83                   | Jhonatan Narváez (ECU)              | 50.                  |
| 84                   | Salvatore Puccio (ITA)              | 118.                 |
| 85                   | Magnus Sheffield (USA)              | 81.                  |
| 86                   | Ben Tulett (GBR)                    | 5.                   |
| 87                   | Elia Viviani (ITA)                  | 115.                 |

| Intermarché-Wanty-Gobert Matériaux IWG | Intermarché-Wanty-Gobert Matériaux IWG | Intermarché-Wanty-Gobert Matériaux IWG |
| -------------------------------------- | -------------------------------------- | -------------------------------------- |
| Nr.                                    | Rytter                                 | Placering                              |
| 91                                     | Baptiste Planckaert (BEL)              | DNF-1                                  |
| 92                                     | Quinten Hermans (BEL)                  | 20.                                    |
| 93                                     | Laurens Huys (BEL)                     | 34.                                    |
| 94                                     | Julius Johansen (DEN)                  | 100.                                   |
| 95                                     | Hugo Page (FRA)                        | 44.                                    |
| 96                                     | Gerben Thijssen (BEL)                  | 108.                                   |
| 97                                     | Boy van Poppel (NED)                   | 94.                                    |

| Israel-Premier Tech IPT | Israel-Premier Tech IPT    | Israel-Premier Tech IPT |
| ----------------------- | -------------------------- | ----------------------- |
| Nr.                     | Rytter                     | Placering               |
| 101                     | Reto Hollenstein (SUI)     | 49.                     |
| 102                     | Sebastian Berwick (AUS)    | 24.                     |
| 103                     | Matthias Brändle (AUT)     | 98.                     |
| 104                     | Alessandro De Marchi (ITA) | 61.                     |
| 105                     | Alex Dowsett (GBR)         | 89.                     |
| 106                     | Taj Jones (AUS)            | 88.                     |
| 107                     | Mads Würtz Schmidt (DEN)   | 38.                     |

| Jumbo-Visma TJV | Jumbo-Visma TJV          | Jumbo-Visma TJV |
| --------------- | ------------------------ | --------------- |
| Nr.             | Rytter                   | Placering       |
| 111             | Mick van Dijke (NED)     | 65.             |
| 113             | Olav Kooij (NED)         | 83.             |
| 114             | Michel Heßmann (GER)     | 63.             |
| 115             | Tosh Van der Sande (BEL) | 60.             |
| 116             | Sam Oomen (NED)          | DNS-2           |
| 117             | Mike Teunissen (NED)     | DNS-6           |

| Movistar Team MOV | Movistar Team MOV     | Movistar Team MOV |
| ----------------- | --------------------- | ----------------- |
| Nr.               | Rytter                | Placering         |
| 121               | Will Barta (USA)      | 32.               |
| 122               | Juri Hollmann (GER)   | 41.               |
| 123               | Johan Jacobs (SUI)    | DNS-2             |
| 124               | Max Kanter (GER)      | 56.               |
| 125               | Oier Lazkano (ESP)    | DNF-2             |
| 126               | Abner González (PUR)  | 30.               |
| 127               | Óscar Rodríguez (ESP) | 42.               |

| BikeExchange-Jayco BEX | BikeExchange-Jayco BEX              | BikeExchange-Jayco BEX |
| ---------------------- | ----------------------------------- | ---------------------- |
| Nr.                    | Rytter                              | Placering              |
| 131                    | Matteo Sobrero (ITA)                | 4.                     |
| 132                    | Alexander Edmondson (AUS)           | DNF-2                  |
| 133                    | Kaden Groves (AUS)                  | 52.                    |
| 134                    | Michael Hepburn (AUS)               | 51.                    |
| 135                    | Lucas Hamilton (AUS)                | 18.                    |
| 136                    | Lawson Craddock (USA) (enkeltstart) | 78.                    |
| 137                    | Kelland O'Brien (AUS)               | 106.                   |

| Lotto-Soudal LTS | Lotto-Soudal LTS       | Lotto-Soudal LTS |
| ---------------- | ---------------------- | ---------------- |
| Nr.              | Rytter                 | Placering        |
| 141              | Steff Cras (BEL)       | 25.              |
| 142              | Jasper De Buyst (BEL)  | DNS-6            |
| 144              | Thomas De Gendt (BEL)  | 99.              |
| 145              | Jarrad Drizners (AUS)  | 72.              |
| 146              | Roger Kluge (GER)      | 111.             |
| 147              | Kamil Małecki (POL)    | 92.              |
| 148              | Sylvain Moniquet (BEL) | 11.              |

| Team DSM DSM | Team DSM DSM                  | Team DSM DSM |
| ------------ | ----------------------------- | ------------ |
| Nr.          | Rytter                        | Placering    |
| 151          | Thymen Arensman (NED)         | 2.           |
| 152          | Nikias Arndt (GER)            | 31.          |
| 153          | Marco Brenner (GER)           | 12.          |
| 154          | Jonas Iversby Hvideberg (NOR) | 76.          |
| 155          | Niklas Märkl (GER)            | 109.         |
| 156          | Joris Nieuwenhuis (NED)       | 125.         |
| 157          | Sam Welsford (AUS)            | 116.         |

| Trek-Segafredo TFS | Trek-Segafredo TFS             | Trek-Segafredo TFS |
| ------------------ | ------------------------------ | ------------------ |
| Nr.                | Rytter                         | Placering          |
| 161                | Daan Hoole (NED)               | 75.                |
| 162                | Emīls Liepiņš (LAT) (landevej) | 103.               |
| 163                | Jacopo Mosca (ITA)             | 112.               |
| 164                | Matteo Moschetti (ITA)         | DNF-4              |
| 165                | Edward Theuns (BEL)            | 53.                |
| 166                | Antonio Tiberi (ITA)           | 43.                |
| 167                | Antwan Tolhoek (NED)           | DNS-2              |

| UAE Team Emirates UAD | UAE Team Emirates UAD      | UAE Team Emirates UAD |
| --------------------- | -------------------------- | --------------------- |
| Nr.                   | Rytter                     | Placering             |
| 171                   | Pascal Ackermann (GER)     | 84.                   |
| 172                   | Davide Formolo (ITA)       | 29.                   |
| 173                   | Vegard Stake Laengen (NOR) | 48.                   |
| 174                   | Sebastián Molano (COL)     | 85.                   |
| 175                   | Rui Oliveira (POR)         | 64.                   |
| 176                   | Oliviero Troia (ITA)       | 114.                  |
| 177                   | Diego Ulissi (ITA)         | 9.                    |

| Alpecin-Deceuninck AFC | Alpecin-Deceuninck AFC      | Alpecin-Deceuninck AFC |
| ---------------------- | --------------------------- | ---------------------- |
| Nr.                    | Rytter                      | Placering              |
| 181                    | David van der Poel (NED)    | DNS-4                  |
| 182                    | Sjoerd Bax (NED)            | DNS-4                  |
| 183                    | Tobias Bayer (AUT)          | DNS-4                  |
| 184                    | Senne Leysen (BEL)          | DNS-4                  |
| 185                    | Jakub Mareczko (ITA)        | DNS-4                  |
| 186                    | Stefano Oldani (ITA)        | DNS-4                  |
| 187                    | Fabio Van den Bossche (BEL) | DNS-4                  |

| Caja Rural-Seguros RGA CJR | Caja Rural-Seguros RGA CJR     | Caja Rural-Seguros RGA CJR |
| -------------------------- | ------------------------------ | -------------------------- |
| Nr.                        | Rytter                         | Placering                  |
| 191                        | Julen Amezqueta (ESP)          | 69.                        |
| 192                        | Aritz Bagües (ESP)             | DNS-2                      |
| 193                        | Jefferson Alveiro Cepeda (ECU) | 35.                        |
| 194                        | Iúri Leitão (POR)              | 119.                       |
| 195                        | Sergio Martín (ESP)            | 40.                        |
| 196                        | Eduard Prades (ESP)            | 37.                        |
| 197                        | Michal Schlegel (CZE)          | 62.                        |

| Team Novo Nordisk TNN | Team Novo Nordisk TNN | Team Novo Nordisk TNN |
| --------------------- | --------------------- | --------------------- |
| Nr.                   | Rytter                | Placering             |
| 201                   | Andrea Peron (ITA)    | 120.                  |
| 202                   | Péter Kusztor (HUN)   | 91.                   |
| 203                   | Gerd de Keijzer (NED) | DNF-4                 |
| 204                   | Sam Brand (GBR)       | DNS-6                 |
| 205                   | Umberto Poli (ITA)    | DNF-7                 |
| 206                   | David Lozano (ESP)    | 95.                   |
| 207                   | Matyáš Kopecký (CZE)  | DNS-5                 |

| Uno-X Pro Cycling Team UXT | Uno-X Pro Cycling Team UXT       | Uno-X Pro Cycling Team UXT |
| -------------------------- | -------------------------------- | -------------------------- |
| Nr.                        | Rytter                           | Placering                  |
| 211                        | Jonas Abrahamsen (NOR)           | DNS-4                      |
| 212                        | Tobias Halland Johannessen (NOR) | DNS-2                      |
| 213                        | Syver Wærsted (NOR)              | 123.                       |
| 214                        | Anders Skaarseth (NOR)           | 67.                        |
| 215                        | Rasmus Tiller (NOR) (landevej)   | DNS-2                      |
| 216                        | Idar Andersen (NOR)              | 27.                        |
| 217                        | Jonas Gregaard (DEN)             | 73.                        |

| Polen POL | Polen POL             | Polen POL |
| --------- | --------------------- | --------- |
| Nr.       | Rytter                | Placering |
| 221       | Stanisław Aniołkowski | 74.       |
| 222       | Patryk Stosz          | 127.      |
| 223       | Mateusz Grabis        | 124.      |
| 224       | Jakub Kaczmarek       | 28.       |
| 225       | Piotr Brożyna         | 104.      |
| 226       | Marcin Budziński      | 82.       |
| 227       | Jakub Murias          | 96.       |